# Interstate 980
Die Interstate 980 (kurz I-980) ist ein Interstate Highway im US-Bundesstaat Kalifornien. Sie verbindet Interstate 580 und Interstate 880 und verläuft über die gesamte Länge in der Stadt Oakland im Alameda County. An der Kreuzung mit der Interstate 580 besteht gleichzeitig ein Übergang zur California State Route 24. I-980 trägt den Beinamen Grove Shafter Freeway.

## Geschichte
Die Strecke der heutigen Interstate 980 wurde 1947 unter der Bezeichnung Legislative Route 226 im State Highway System von Kalifornien aufgenommen. Bei der Neuvergabe der Nummern 1964 wurde die Straße Teil der California State Route 24. Im Jahr 1976 wurde ein 0,8 Meilen langer Abschnitt westlich der San Pablo Avenue von der Federal Highway Administration zur Interstate hochgestuft. Bis 1985 folgten auch die restlichen 1,1 Meilen bis zur I-580.